# ماهیچه کامی‌حلقی
ماهیچه کامی‌حلقی (انگلیسی: Palatopharyngeus muscle) کار تنگ کردن حلق و کمک به بلع را برعهده دارد.
خاستگاه آن نرم‌کام، پیوندگاه آن لبه پسین غضروف تیروئید و پهن‌زردپی (آپونوروز) حلق و عصب‌گیری‌اش از شبکه حلقی است. کام دلم خواست

## نگارخانه

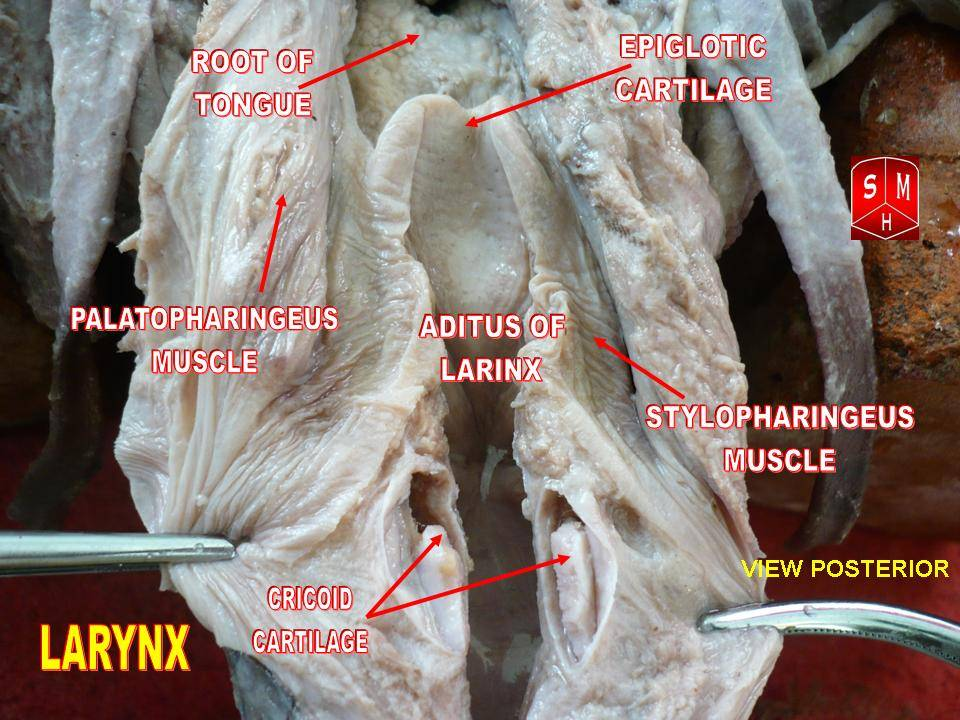